# Vương Cương (diễn viên)
Vương Cương (chữ Hán: 王刚 ; tiếng Anh: Wang Gang, sinh ngày 22 tháng 12 năm 1948) là diễn viên, người dẫn chương trình nổi tiếng Trung Quốc, ông được biết đến là một người dẫn chương trình giỏi và nổi tiếng với vai diễn kinh điển Hòa Thân - trong một số phim cổ trang về triều đại Càn Long. Cùng với Trương Thiết Lâm, Trương Quốc Lập và Lý Bảo Điền trở thành những diễn viên hàng đầu Trung Quốc.

## Tiểu sử
Vương Cương sinh ngày 22 tháng 12 năm 1948 trong một gia đình công nhân, tại Trường Xuân, Cát Lâm, Trung Quốc. Là con trai duy nhất trong nhà nên Vương Cương chịu sự dạy bảo nghiêm khắc của cha, thuở nhỏ ông rất tinh nghịch khiến nhà trường phải đuổi học. Để tiếp tục đi học, ông đã viết thư cho chủ tịch Mao Trạch Đông và nhận được hồi đáp cùng sự động viên của chủ tịch, Vương Cương bắt đầu thay đổi và chú tâm vào học tập. Từ tuổi thiếu niên, ông tham gia làm phát thanh viên trong các đoàn văn và sau này trở thành người dẫn chương trình nổi tiếng.

## Đời tư
Năm 1976, ông quen biết phát thanh viên Đỗ Tiểu Quyên (杜小娟) của Đoàn ca múa nhạc quân khu Thẩm Dương, con gái duy nhất của một sĩ quan cao cấp; đến 1978 họ kết và cũng chia li hôn sau nửa năm chung sống. Đỗ Tiểu Quyên sinh cho ông cô con gái đầu lòng tên Vương Đình Đình.
Năm 1996, ông kết hôn lần 2 với ca sĩ Thành Phương Viên (成方圆), nhưng việc hai người sống với nhau 5 năm mà không có con cùng với sự quan tâm lớn của Vương Cương cho con gái riêng, khiến tình cảm vợ chồng nhạt dần. Năm 2001 Vương Cương và Thành Phương Viên li hôn.
Năm 2004, sau khi một trang báo đăng tải địa chỉ thư của Vương Cương, một tài khoản mạng với biệt danh Thiên Lại Chi Âm (天籁之音) đã nhắn tin làm quen. Chủ tài khoản là Trịnh Diễm Đông, một giảng viên đàn Cello và cũng là một người hâm mộ ông. Năm 2005, được sự động viên của con gái, ông kết hôn  với Trịnh Diễm Đông, đến năm 2008, họ có được một cậu con trai Vương Nhất Đinh (王一丁), lúc này Vương Cương 60 tuổi.

## Sự nghiệp
Thời trẻ ông tham gia Đoàn Nghệ thuật Quân khu Cát Lâm và Đoàn Nghệ thuật Quân khu Thẩm Dương. Vương Cương được giao công việc phát thanh viên chuyên đọc truyện dài kỳ trên radio. Ông từng được bình chọn một trong top 10 phát thanh viên xuất sắc nhất cả nước (Danh hiệu nghệ sĩ biểu diễn được khán giả quốc gia yêu thích nhất), đồng thời đứng sau đạo diễn hàng trăm chương trình văn hóa, tạp kỹ.
Ông bắt đầu nổi tiếng với vai trò dẫn chương trình từ thập niên 1980, đên 1983 ông bắt đầu đạo diễn bộ phim đầu tay kiêm diễn viên chính trong "Vương Lão Hổ cướp vợ". Năm 1994, ông được mời đích danh đóng vai Hòa Thân trong Tể tướng Lưu Gù; ban đầu ông từ chối vì trước đấy thường được biết đến với các vai chính trực và không muốn phá vỡ hình tượng này. Sau thời gian suy nghĩ và bị thuyết phục, ông đã đồng ý nhận vai, với diễn xuất xuất sắc mà ông được khán giả biết đến và đạt giải thưởng cao. Ông tham gia nhiều phim, chủ yếu thuộc dòng phim lịch sử, Hòa Thân là vai diễn kinh điển mỗi khi người ta nhắc đến ông, về sau ông còn thể hiện lại nhân vật này trong 5 phần phim Bản lĩnh Kỷ Hiểu Lam và Mộng đoạn Tử Cấm Thành.
Vương Cương là dân sưu tầm đồ cổ có tiếng với bộ sưu tập giá trị cao, ông sở hữu tranh của Tề Bạch Thạch, bình gốm từ đời vua Khang Hy và Càn Long, bình gốm, thư pháp của Hàn Mỹ Lâm (nghệ thuật gia nổi tiếng Trung Quốc), tấu sớ của Hòa Thân...

## Tác phẩm

### Truyền hình
| Năm  | Tựa tiếng Việt                                 | Tựa đề gốc              | Vai diễn                                    | Bạn diễn                                                                                  | Ghi chú               |
| ---- | ---------------------------------------------- | ----------------------- | ------------------------------------------- | ----------------------------------------------------------------------------------------- | --------------------- |
| 1996 | Tể tướng Lưu gù                                | 宰相刘罗锅              | Hòa Thân                                    | Lý Bảo Điền, Trương Quốc Lập, Đặng Tiệp                                                   |                       |
| 1997 | Cửu Mã ngưng tung                              | 九马疑踪                |                                             |                                                                                           |                       |
| 1998 | Gương sáng treo cao                            | 明镜高悬                |                                             | Đặng Tiệp                                                                                 | Bị cấm                |
| 1999 | Lôi Điện Thần Công                             | 霹雳菩萨                | Thạch Đào (vai phụ)                         | Kim Siêu Quần, Dương Lệ Thanh, Từ Tĩnh Lôi, Lưu Tuyết Hoa                                 |                       |
| 2000 | Bản lĩnh Kỷ Hiểu Lam 1                         | 铁齿铜牙纪晓岚          | Hòa Thân                                    | Trương Quốc Lập, Trương Thiết Lâm, Viên Lập, Dương Lệ Thanh                               |                       |
| 2001 | Mùa Đông không lạnh                            | 冬天不冷                | Trịnh Đức Ninh                              | Khải Lợi                                                                                  |                       |
| 2001 | Trường anh tại thủ                             | 长缨在手                | 钱牧庸                                      | Trần Tiểu Xuân, Hứa Tình                                                                  |                       |
| 2001 | Song Long Hội                                  | 双龙会                  | Hòa Thân                                    | Trương Thiết Lâm, Trương Quốc Lập, Đặng Tiệp, Giả Tịnh Văn                                |                       |
| 2002 | Bản lĩnh Kỷ Hiểu Lam 2                         | 铁齿铜牙纪晓岚II        | Hòa Thân                                    | Trương Quốc Lập, Trương Thiết Lâm, Viên Lập, Dương Lệ Thanh                               |                       |
| 2002 | Mộng đoạn Tử Cấm Thành                         | 梦断紫禁城              | Hòa Thân                                    | Tư Cầm Ca Oa, Trương Thiết Lâm                                                            |                       |
| 2002 | Công bằng ở tâm                                | 公正的心                |                                             |                                                                                           |                       |
| 2002 | Ỷ Thiên Đồ Long ký                             | 倚天屠龙记              | Thất Vương Gia                              | Tô Hữu Bằng, Giả Tịnh Văn                                                                 |                       |
| 2003 | Phim truyền hình cổ điển Trung Quốc lưu truyền | 中国传世经典名剧        | Vương Lão Hổ                                |                                                                                           | 39 tập cho câu chuyện |
| 2003 | Tể tướng Dế mèn                                | 南宋传奇之蟋蟀宰相      | Tống Lý Tông                                |                                                                                           |                       |
| 2003 | Thanh thiên nha môn                            | 青天衙门                | Nhạc Anh                                    | Bảo Kiếm Phong, Nhiếp Viễn, Tần Lam, Thẩm Ngạo Quân,Vương Diễm                            |                       |
| 2003 | Bố y thiên tử                                  | 布衣天子                | Hòa Thân                                    | Trương Thiết Lâm, Trương Quốc Lập, Giả Tịnh Văn, Đặng Tiệp, Dương Nhược Hề, Ngô Thần Quân | Chân mệnh thiên tử    |
| 2004 | Đại Hán thiên tử 2                             | 大汉天子2               | Chủ phụ Yển (Tướng quốc thời Lưu Thứ Xương) | Ninh Tịnh, Huỳnh Hiểu Minh                                                                |                       |
| 2004 | Ngự tiền tứ bảo                                | 御前四宝                | Tuyết Ấn                                    | Triệu Văn Trác, Trần Di Dung, Lưu Nghi Vỹ, Vương Cửu Thắng                                |                       |
| 2004 | Thương hải bách niên                           | 沧海百年                | Hòa Thân                                    | Trương Thiết Lâm, Quy Á Lôi, Tư Cầm Ca Oa                                                 |                       |
| 2004 | Ngày Xuân Giữa Mùa Hè                          | 夏日里的春天            | Bố của Xuân Thiên                           | Mã Tô, Vương Lâm, Cao Lỗi, Châu Vỹ Đồng                                                   |                       |
| 2004 | Hương hoa Hòe tháng 5                          | 五月槐花香              | Lam Nhất Quý                                | Trương Thiết Lâm, Trương Quốc Lập, Đặng Tiệp                                              |                       |
| 2004 | Gieo gì gặt nấy                                | 种啥得啥                | Chủ nhiệm Thường                            |                                                                                           |                       |
| 2004 | Phụng Lâm Các                                  | 凤临阁                  | Lưu Cẩn                                     | Dương Cung Như, Giả Nhất Bình,Trần Thực, Tư Cầm Cao Oa                                    |                       |
| 2004 | Thiên bất tàng gian                            | 天不藏奸                | Lý Nguyên                                   |                                                                                           |                       |
| 2004 | Bản lĩnh Kỷ Hiểu Lam 3                         | 铁齿铜牙纪晓岚III       | Hòa Thân                                    | Trương Quốc Lập, Trương Thiết Lâm, Viên Lập, Dương Lệ Thanh                               |                       |
| 2004 | Thiếu niên Bảo thân vương                      | 少年宝亲王              | Đổng Thiên Nhạc                             | Huỳnh Thiếu Kỳ, Trương Quốc Lập, Điềm Nữu, Vương Diễm                                     |                       |
| 2005 | Một đời làm nô                                 | 一生为奴                | Tăng Cách Lâm Thấm                          | Trần Bảo Quốc, Vương Diễm, Viên Lập                                                       |                       |
| 2005 | Kinh hoa yên vân                               | 京华烟云                | Ngưu Tự Đạo                                 | Triệu Vy, Trần Bảo Quốc, Phan Việt Minh, Hoàng Duy Đức, Hồ Khả                            |                       |
| 2005 | Giang Sơn Phong Vũ Tình                        | 江山风雨情              | Vương Thừa Ân                               | Đường Quốc Cường, Trần Đạo Minh, Trần Bảo Quốc, Bào Quốc An                               |                       |
| 2005 | Lục diện mai phục                              | 六面埋伏                | Lão Kim                                     | Vương Cơ, Hoắc Tư Yến, Lý Nam                                                             |                       |
| 2005 | Thần y đa tình                                 | 宋莲生坐堂              | Phạm Vô Đồng                                | Trương Thiết Lâm, Trương Đình, Trương Quốc Lập, Miêu Phố, Đặng Tiệp                       |                       |
| 2005 | Tài Trí Bao Thanh Thiên                        | 凌云壮志包青天          | Bàng Thái sư                                | Vương Học Binh, Phạm Băng Băng, Lý Tông Hàn, Trần Bảo Quốc, Nhiếp Viễn                    |                       |
| 2006 | Võ Tắc Thiên                                   | 无字碑歌 (Vô Tự Bia ca) | Tể tướng Lâu Sư Đức                         | Tư Cầm Cao Oa, Trương Thiết Lâm                                                           |                       |
| 2006 | Nam Triệu vương                                | 南越王                  | Triệu Cao                                   | Lữ Lương Vĩ , Đường Quốc Cường, Ninh Tịnh                                                 |                       |
| 2006 | Sở Hán phong vân                               | 楚汉风云                | Triệu Cao                                   | Hồ Quân, Ngô Thanh Liên, Dương Cung Như, Tiêu Vinh Sinh                                   |                       |
| 2006 | Ngọc Toái                                      | 玉碎                    | Triệu Như Khuê                              | Đinh Hải Phong, Thẩm Ngạo Quân, Kim Ngọc Đình, Ngô Tú Ba, Đỗ Húc Đông                     |                       |
| 2006 | Ai chủ Trung Nguyên?                           | 谁主中原                | Ngụy Trung Hiền                             | Nhiếp Viễn, Ông Hồng, Vương Tư Ý                                                          |                       |
| 2006 | Con trai viên Thái giám                        | 三揭皇榜                | Ngụy Trung Hiền                             | Từ Tranh, Tăng Bảo Nghi, Kỳ Diễm, Lâu Vũ Tiệp,                                            |                       |
| 2006 | Thiếu niên Gia Khánh                           | 少年嘉庆                | Hòa Thân                                    | Trương Quốc Lập, Huỳnh Duy Đức, Trương Mạc                                                |                       |
| 2006 | Thiết tướng quân                               | 铁将军阿贵              | Hòa Thân                                    | Tôn Hưng, Tào Dĩnh, Trương Quốc Lập, Quách Đông Lâm, Vương Diễm                           |                       |
| 2006 | Hoàng Hậu giá đáo                              | 皇后驾到                | Hoàng đế Chu Lượng Tổ                       | Tôn Hải Anh, Lữ Lệ Bình                                                                   |                       |
| 2007 | Thanh thiên nha môn 2                          | 青天衙门2               | Thiết Huyền (viên quan có thật)             | Triệu Nghị, Phan Hồng                                                                     |                       |
| 2007 | Hoàng Thượng Nhị Đại Gia                       | 皇上二大爷              | Bình Vương gia (anh trai Trịnh Quý phi)     | Lý Lập Quần, Trần Hảo, Lý Tu Hiền, Điềm Nữu, Chu Dã Mang, Dương Quỳnh                     |                       |
| 2007 | Kim tự chiêu bài                               | 金字招牌                | Hà chưởng quầy                              | Củng Hán Lâm                                                                              |                       |
| 2007 | Hán tử Thành Long                              | 换子成龙                | Thuyền trưởng                               | Lưu Khải Uy, Mã Á Thư                                                                     |                       |
| 2007 | Tỉnh Cương sơn                                 | 井冈山                  | (cameo)                                     | Vương Anh, Vương Ngũ Phúc                                                                 |                       |
| 2007 | Thiếu Lâm tự truyền kỳ                         | 少林寺传奇              | Cao Dương                                   | Bào Quốc An, Vu Thừa Huệ,                                                                 |                       |
| 2008 | Phú bần nhân sinh                              | 贫富人生                | Lâm Phủ                                     |                                                                                           |                       |
| 2008 | Hồng Mai hoa nở                                | 红梅花开                | Vương Chấn Hoa                              |                                                                                           |                       |
| 2008 | Tráng sĩ xuất quân                             | 壮士出征                | Dương Thiên Tiều                            | Tôn Hưng, Tạ Na, Dụ Ân Thái                                                               |                       |
| 2009 | Bản lĩnh Kỷ Hiểu Lam 4                         | 铁齿铜牙纪晓岚IV        | Hòa Thân                                    | Trương Quốc Lập, Trương Thiết Lâm, Viên Lập, Dương Lệ Thanh                               |                       |
| 2009 | Thiếu niên trạng sư Kỷ Hiểu Lam                | 少年讼师纪晓岚          | Ô Thất                                      | Hoàng Duy Đức, Kiều Trấn Vũ                                                               |                       |
| 2009 | Tào vận mã đầu                                 | 漕运码头                | Từ Gia Truyền                               |                                                                                           |                       |
| 2010 | Duyên đến rồi                                  | 缘去来                  | Thịnh Minh                                  |                                                                                           |                       |
| 2010 | La Cổ Hạng                                     | 锣鼓巷                  | 辛文远                                      | Đinh Chí Thành, Đằng Lệ Danh, Lưu Uy                                                      |                       |
| 2011 | Em là niềm hạnh phúc của anh                   | 你是我的幸福            | Chủ nhiệm Đinh                              | Lý Kiến Nghĩa, Hoàng Hiên                                                                 |                       |
| 2011 | Người là sắt, com là thép                      | 人是铁饭是钢            | 刘铁勺                                      | Phùng Viễn Chinh, Lý Lâm Dật,                                                             |                       |
| 2012 | Những người đàn ông của Vinh Hà trấn           | 荣河镇的男人们          | Chủ nhiệm thôn                              |                                                                                           |                       |
| 2012 | "Hoàng Mai hý" tông sư truyền kỳ               | 黄梅戏宗师传奇          |                                             | Tào Hi Văn, Mã Dược, Trương Thiết Lâm, Ngô Thần Quân                                      |                       |
| 2012 | Mật sử                                         | 密使                    | (Cameo)                                     | Trần Tử Hàm, Vu Chấn                                                                      |                       |
| 2013 | Chuyện tòa soạn                                | 新编辑部故事            |                                             |                                                                                           |                       |
| 2013 | Thùy thị chân anh hùng                         | 谁是真英雄              | Nghê Tấn Tài                                |                                                                                           |                       |
| 2013 | Liệp Ma                                        | 猎魔                    | Lý Thiên Hạo                                |                                                                                           |                       |
| 2014 | Gia yến                                        | 家宴                    | Lão Phùng Đầu                               | Nhan Bính Yến, Cao Hổ, Chu Nhất Long, Tăng Lê                                             |                       |
| 2015 | Thần cơ diệu toán Lưu Bá Ôn                    | 神机妙算刘伯温          | Lý Thiện Trường                             | Huỳnh Thiếu Kỳ, Vương Vũ Tiệp, Trương Thần Quang, Lưu Đức Khải                            |                       |
| 2016 |                                                | 吾儿可教                | Phù Sinh                                    |                                                                                           |                       |
| 2017 | Thời đại niên thiếu của chúng ta               | 我们的少年时代          | Cha của Bạch Chu                            | TFBoys                                                                                    |                       |
| 2018 | Tiệm đồ cổ Trung Cục / Bẫy trong bẫy           | 古董局中局              | 药来 Dược Lai                               | Lý Hiện, Lôi Giai Âm, Tân Chỉ Lôi, Cát Ưu (葛优)                                          |                       |
| 2019 | Trùng Nhĩ truyền kỳ                            | 重耳传奇                | Quốc vương Ly Nhung (xem Ly Cơ)             | Vương Long Hoa, Trương Hàm Vận, Hàn Thể Anh,                                              |                       |
| 2019 | Cảnh sát thị trấn nhỏ                          | 小镇警事                | Ngụy Phúc Đức                               |                                                                                           |                       |
| 2020 | Em Là Định Mệnh Đời Anh                        | 你是我的命中注定        | Cự Vô Phách                                 | Hình Chiêu Lâm, Lương Khiết                                                               |                       |
| 2020 | Thập Sát Hải                                   | 什刹海                  | Đinh lão bản                                | Lưu Bội Kỳ; Quan Hiểu Đồng; Ngô Lỗi; Tào Thúy Phân; Liên Dịch Dan                         |                       |
| 2020 | Mạt Đại Trù Nương                              | 末代厨娘                | 奚教授 Hề Giáo Thọ                          | Hải Lục, Kỷ Lăng Trần, Diêu Viễn, Trương Thiết Lâm, Hồ Hạnh Nhi,                          |                       |
| 待播 |                                                | 典当行                  | 阴通山 Âm Thông Sơn                         |                                                                                           |                       |

### Điện ảnh
| Năm  | Tựa tiếng Việt             | Tựa gốc                 | Vai diễn                    | Ghi chú           |
| ---- | -------------------------- | ----------------------- | --------------------------- | ----------------- |
| 1983 | Vương Lão Hổ bắt vợ        | 王老虎抢亲              | Chu Văn Bân                 |                   |
| 1984 | Khều lửa cháy              | 跳动的火焰              | Nông dân                    |                   |
| 1984 | Đấu trí Xà yêu nữ          | 智斗美女蛇              | Côn đồ                      |                   |
| 1984 | Ba sơn nhi nữ              | 巴山儿女                | Dư mộng thạch               |                   |
| 1984 | 点燃朝霞的人               |                         |                             |                   |
| 1984 | 人生没有单行道             |                         |                             |                   |
| 1985 | Sank to the Indian Ocean   | 雷北利号沉没在印度洋    |                             |                   |
| 1986 | Uý Quan Chính Thanh Niên   | 他们正年轻              | Đội trưởng                  |                   |
| 1987 | Đông Lăng đại đạo          | 东陵大盗                |                             |                   |
| 1987 | Pháo đội đại Thanh         | 大清炮队                | Vương Diên Thắng            |                   |
| 1989 | Người nhà quê              | 乡下人                  | Bắc Hải                     |                   |
| 1989 | We Are the World           | 我们是世界              | Huyện trưởng Mã             |                   |
| 1989 | Buổi lễ lập quốc           | 开国大典                |                             |                   |
| 1990 |                            | 大气层消失              |                             |                   |
| 1991 | Sách mệnh phi đao          | 索命飞刀                | Hác Tam Thạch               |                   |
| 1991 | Green Green Leaves of Home | 青春无悔                |                             |                   |
| 1991 | Rescue Mission             | 飞越绝境                |                             |                   |
| 1992 | Man Behind the Sun 2       | 黑太阳731续集之杀人工厂 |                             |                   |
| 1992 | 悲烈排帮                   |                         |                             |                   |
| 1993 |                            | 绝杀                    | Kawasaki                    |                   |
| 1993 | The Horror Night           | 恐怖的夜                |                             |                   |
| 1993 | Autumn Harvest Uprising    | 秋收起义                |                             |                   |
| 1993 | Ám sát lãnh vương Kanto    | 谋刺关东王              | 七个巧                      |                   |
| 1994 | Stepping into Prosperity   | 步入辉煌                |                             |                   |
| 1994 | 金客·商客·镖客             |                         |                             |                   |
| 1997 |                            | 惹是生非                |                             |                   |
| 2003 |                            | 团圆两家亲              |                             |                   |
| 2005 | Lục diện mai phục          | 六面埋伏                | Lão Kim                     |                   |
| 2005 | Một viên đá hai con chim   | 一石二鸟                | Quỷ Kiến Sầu                |                   |
| 2007 |                            | 我用真心换真情          |                             |                   |
| 2008 | Kungfu bóng rổ             | 功夫灌篮                | Vương Phiêu                 | (Slam Dunk manga) |
| 2010 | Don Quixote                | 魔侠传之唐吉可德        | Tang Khiêu (Sancho Panza)   |                   |
| 2010 | Bí thư thứ nhất            | 第一书记                | Bộ trưởng đường sắt         |                   |
| 2010 | Đáng kiếp độc thân         | 活该你单身              | Bệnh nhân phòng khám tâm lý |                   |
| 2012 | Racing Legends             | 赛车传奇                | Ông bố                      |                   |

## Giải thưởng
- Năm 1991, ông đoạt danh hiệu Nghệ sĩ biểu diễn được khán giả quốc gia yêu thích nhất, của Hiệp hội Phát thanh Truyền hình Trung Quốc.[12]
- Năm 1996, trong Giải thưởng Chân Yến (春燕奖) và Giải Kim Ưng lần 14 ông dành giải cho vai phụ xuất sắc trong Tể tướng Lưu gù.[12]
- Năm 1999. Giải đặc biệt Của Micro Vàng (金话筒奖) dành cho người dẫn chương trình.
- Năm 2006 trong Giải thưởng truyền hình Phong Vân Thịnh Điển cho vai phụ xuất sắc trong Kinh hoa yên vân.[13]
- Năm 2008, Giải người phát ngôn quảng cáo xuất sắc nhất của Liên hoan nghệ thuật truyền hình quốc tế Trung Quốc lần thứ 4[12]

## Bê bối
Năm 2012, Vương Cương và nhà đài CCTV bị một khách mời kiện vì Vương Cương đã đập phá đồ quý giá của vị khách trong chương trình Thiên Hạ Bảo Tàng (天下收藏). Đến năm 2020, Vương đăng video trên trang Weibo chứng thức xác nhận vị khách mời đã rút đơn kiện và cáo buộc là sai sự thật.